# Hecalus thomsonii
Hecalus thomsonii är en insektsart som beskrevs av Carl Stål 1870. Hecalus thomsonii ingår i släktet Hecalus och familjen dvärgstritar. Inga underarter finns listade i Catalogue of Life.